# Volum de control
În mecanica mediilor continue și termodinamică un volum de control este o abstractizare matematică folosită în procesul de creare a modelelor matematice de procese fizice. Într-un sistem de referință inerțial, este o regiune fictivă cu un volum dat, care se deplasează în spațiu cu o viteză a curgerii constantă printr-un continuum (un mediu continuu cum ar fi un gaz, un lichid sau un solid) care curge. Suprafața închisă care mărginește regiunea este denumită suprafața de control.
În stare staționară, un volum de control poate fi considerat ca un volum arbitrar în care masa continuumului rămâne constantă. Pe măsură ce un continuum se deplasează prin volumul de control, masa care intră în volumul de control este egală cu masa care iese din el. În stare staționară și în absența schimbului de lucrului mecanic sau/și căldură, energia internă din volumul de control rămâne constantă. Este analog noțiunii de corp izolat⁠(d) din mecanica clasică.

## Descriere
De obicei, pentru a înțelege cum se aplică sistemului în cauză o anumită lege fizică, se începe prin a lua în considerare modul în care se aplică legea la un volum mic, de control. Nu este nimic special la un anumit volum de control, el reprezintă pur și simplu o mică parte a sistemului, la care legile fizice pot fi aplicate cu ușurință. Apoi se poate argumenta că deoarece legile fizicii se comportă într-un anumit mod pe un anumit volum de control, ele se comportă la fel pe toate  volumelor similare, deoarece acel volum de control particular nu era special în vreun fel. În acest fel, formularea punctuală a modelului matematic poate fi dezvoltată astfel încât să poată descrie comportamentul fizic al unui sistem întreg (și poate mai complex).
În mecanica mediilor continue ecuațiile de conservare (de exemplu, ecuațiile Navier–Stokes) sunt sub formă integrală. Prin urmare, se aplică pe volume. Găsirea formelor ecuației care sunt „independente” de volumele de control permite simplificarea semnelor de integrale. Volumele de control pot fi staționare sau se pot mișca cu o viteză arbitrară.

## Derivata substanțială
Calculele din mecanica mediilor continue necesită adesea ca operatorul de derivare în funcție de timp, {\displaystyle d/dt} să fie înlocuit cu operatorul derivatei substanțiale: {\displaystyle D/Dt}.
Fie un element de fluid care se mișcă printr-un volum în care există un câmp scalar,
de exemplu de presiuni, care variază în funcție de timp și poziție:
{\displaystyle p=p(t,x,y,z)\;}.
Dacă în intervalul de timp de la {\displaystyle t} până la {\displaystyle t+dt} se mișcă din poziția {\displaystyle (x,y,z)} în poziția {\displaystyle (x+dx,y+dy,z+dz),} atunci în element presiunea va varia cu valoarea scalară {\displaystyle dp}
{\displaystyle dp={\frac {\partial p}{\partial t}}dt+{\frac {\partial p}{\partial x}}dx+{\frac {\partial p}{\partial y}}dy+{\frac {\partial p}{\partial z}}dz}
(derivata totală⁠(d)). Dacă elementul se mișcă cu viteza {\displaystyle \mathbf {v} =(v_{x},v_{y},v_{z}),} variația poziției elementului este:
{\displaystyle \mathbf {v} dt=(v_{x}dt,v_{y}dt,v_{z}dt),}
și se poate scrie
{\displaystyle {\begin{alignedat}{2}dp&={\frac {\partial p}{\partial t}}dt+{\frac {\partial p}{\partial x}}v_{x}dt+{\frac {\partial p}{\partial y}}v_{y}dt+{\frac {\partial p}{\partial z}}v_{z}dt\\&=\left({\frac {\partial p}{\partial t}}+{\frac {\partial p}{\partial x}}v_{x}+{\frac {\partial p}{\partial y}}v_{y}+{\frac {\partial p}{\partial z}}v_{z}\right)dt\\&=\left({\frac {\partial p}{\partial t}}+\mathbf {v} \cdot \nabla p\right)dt.\\\end{alignedat}}}
unde {\displaystyle \nabla p} este gradientul presiunii. Prin urmare:
{\displaystyle {\frac {d}{dt}}={\frac {\partial }{\partial t}}+\mathbf {v} \cdot \nabla .}
Dacă elementul se mișcă doar odată cu curgerea, se aplică aceeași formulă, dar acum vectorul viteză, v, este viteza curgerii, u.
Ultima expresie între paranteze este derivata substanțială a presiunii scalare.
Deoarece în acest calcul presiunea p este un câmp scalar arbitrar, se poate face abstracție și scrie operatorul derivării substanțiale ca
{\displaystyle {\frac {D}{Dt}}={\frac {\partial }{\partial t}}+\mathbf {u} \cdot \nabla .}